# ناچو نوو
ناچو نوو (انگلیسی: Nacho Novo؛ زادهٔ ۲۶ مارس ۱۹۷۹) بازیکن فوتبال اهل اسپانیا است.
از باشگاه‌هایی که در آن بازی کرده‌است می‌توان به باشگاه فوتبال اوئسکا، باشگاه فوتبال لگیا ورشو، باشگاه فوتبال رنجرز، باشگاه فوتبال اسپورتینگ خیخون، باشگاه فوتبال کارلایل یونایتد و باشگاه فوتبال داندی اشاره کرد.